# Список неоязыческих движений
Неоязычество, или новое язычество, современное язычество включает в себя широкий спектр различных политеистических и пантеистических религиозных движений, организаций и групп. В неоязычестве предоставлены как старые оккультные группы, организации религиозного движения нью-эйдж и различные эклектические движения, такие как викка, так и направления политеистического реконструкционизма, который ставит целью возродить старые этнические религии. Имея ряд общих черт, неоязыческие движения разнообразны и не обладают единой системой верований, практик или текстов. В скобках указан год основания.

## Ранние движения
Первые попытки создания прото-неоязыческих групп были пропитаны оккультизмом и идеями романтизма (Викинг-возрождение, Кельтское возрождение, и т. д.). Данный этап условно можно отнести к периоду до Второй мировой войны. В скобках указан год создания организации.
- Неодруидизм
  - Орден друидов (1717)
  - Древний орден друидов[англ.] (1781)
- Герметический орден «Золотая заря» (1888)
- Телема Алистера Кроули (1904)
- Германское неоязычество / Арманизм
  - Неоязычество в немецкоязычной Европе[англ.] (1907)
  - Общество Гвидо фон Листа (1908)
- «Церковь вселенской связи[англ.]» (1912)
- Адонизм[англ.] (1925)

## Магия
а также Современная магия

### Викка
- Англосаксонская викка[англ.]
- Викка фей[англ.]
- Викканская церковь[англ.]

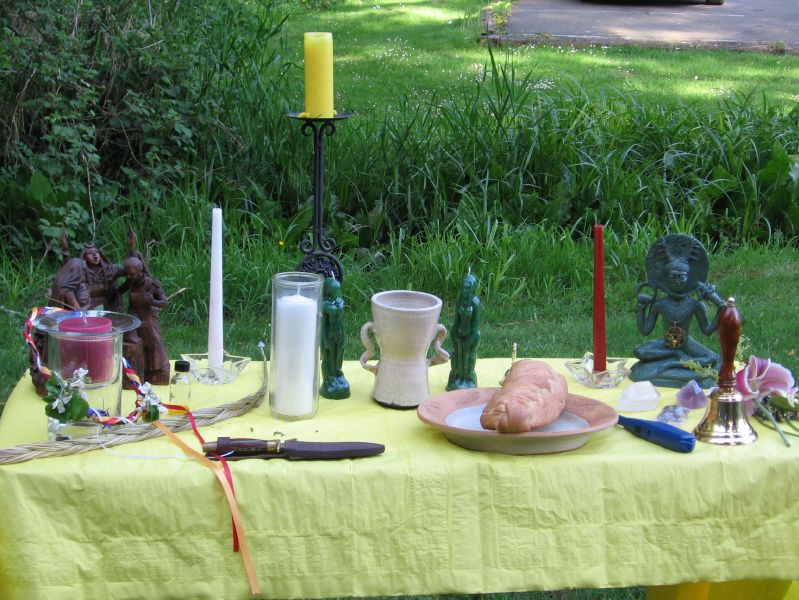
Викканский алтарь.

  - Викканская церковь и школа[англ.] (1968)
  - Завет Богини[англ.] (1975)
  - Завет язычников-универсальных унитариев[англ.] (1985)
  - Заповедный круг[англ.] (1974)
  - Новый реформированный ортодоксальный орден «Золотой зари»[англ.] (1968)
  - Церковь рябинового дерева[англ.] (1979)
  - Церковь сосуда Водолея[англ.] (1979)
- Вселенская эклектичная викка[англ.]
- Джорджианская викка[англ.]
- Дианическая викка[англ.]
- Инклюзивной викки традиция[англ.]
- Кельтская викка[англ.]
- Одиссеевская викка[англ.]
- Традиционная британская викка[англ.] (1954)
  - Александрийская викка[англ.] (1967)
  - Альгардская викка[англ.] (1972)
  - Викка калифорнийской долины[англ.] (1969)
  - Викка синей звезды[англ.] (1974)
  - Гарднерианская викка[англ.] (1954)
  - Хтоническая александрийская викка[англ.] (1974)

### Другие
- Кокрейнианизм[англ.]
- Стрегерия[англ.]

### Нью-эйдж, эклектика, синкретизм
- Базовый шаманизм
- «Воссоздание[англ.]»
- Движение Богини
- Фераферия
- Хуна
- Церковь Афродиты (1938)
- Церковь всех миров[англ.]
- Ивановцы (1930-е)[7][8]
- Бажовцы (1992)[9][10][11][8]

## Этнические направления
- Европейский конгресс этнических религий (1998)

### Американское неоязычество
- Мексиканство[англ.]
- Общество «Аусар Аусет»[англ.] (1973)
- Церковь коренных американцев (кон. XIX в.)
- В русскоязычной сфере
  - Индеанизм (Пау-Вау) (1980)[12]

### Армянское неоязычество
- Этанизм

### Семитское неоязычество
- Зуизм
- еврейское неоязычество
- еврееведовство (англ. Jewitchery) или еврейско-викканский синкретизм

### Египетское неоязычество
- Кеметизм (1988)
- Ортодоксальный кеметизм[англ.]

### Берберское неоязычество
- Церковь народа гуанчи

### Балтийское неоязычество
- Диевтуриба
- Ромува

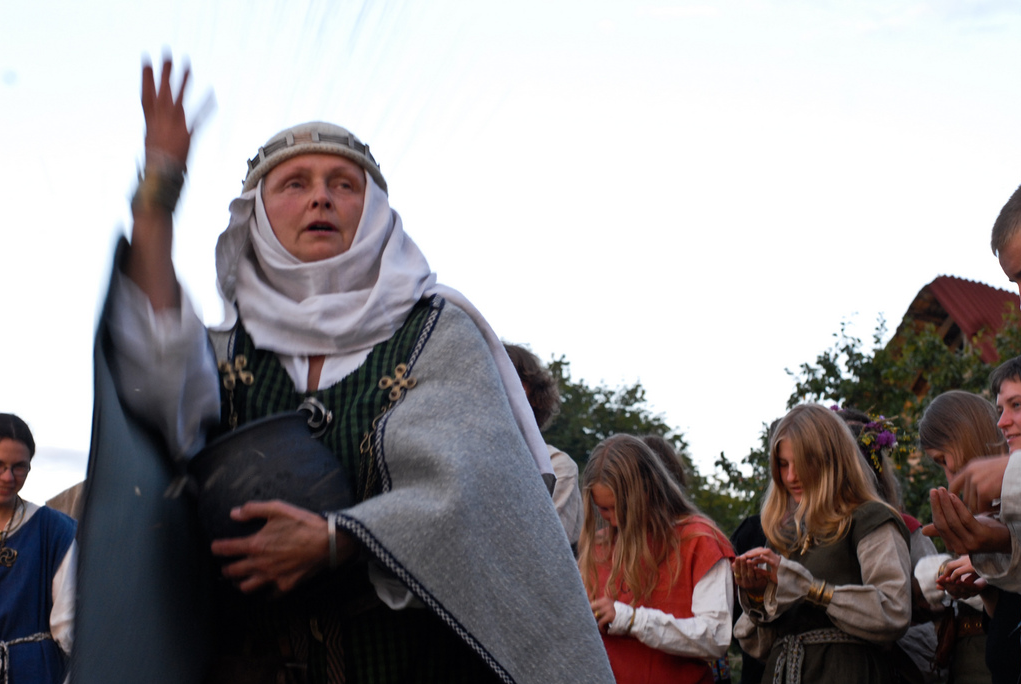
Жрица литовской Ромувы

- Центр этнокосмологии «Кривия» (бел. Цэнтр этнакасмалогіі «Kryŭja»)[13][14]

### Германское неоязычество
- В англосфере (Северная Америка)
- Асатру в США[англ.]
  - Народная ассамблея Асатру[англ.] (1974—1986)
  - Кольцо Трот[англ.] (1987)
- Одинизм
  - Обряд Одина (1973)
  - Однинистское братство[англ.] (1971—2005)
- Альянс Асатру[англ.] (1997—2002)
- Неозычество в Скандинавии[англ.]
  - Ásatrúarfélagið[англ.] (1972)
  - Шведская ассамблея Асатру[англ.] (1994)
  - Форн Сидр (1997)
- Неоязычество в немецкоязычной Европе[англ.]
  - Трот[англ.] (2000)
- Германский мистицизм[англ.] (Арманизм или Ирминизм/Ирминеншафт/Ариософия и Нордическое расовое язычество)
  - Artgemeinschaft[нем.] (1951)
  - Братство Одина[англ.]
  - Немецкий языческий фронт[нем.]
  - Орден Арманен[англ.]
- В русскоязычной сфере (Россия)[15]
  - Арадия[16]
  - Гардарика[16]
  - Скидбладнир
  - Тёмный Ясень

### Греческое неоязычество
- Верховный совет этнических эллинов (1997)
- Эллинион (2002)

### Кавказское неоязычество
- Абхазское неоязычество[англ.]
  - Совет жрецов Абхазии (2012)
- Адыгэ Хабзэ

### Кельтское неоязычество

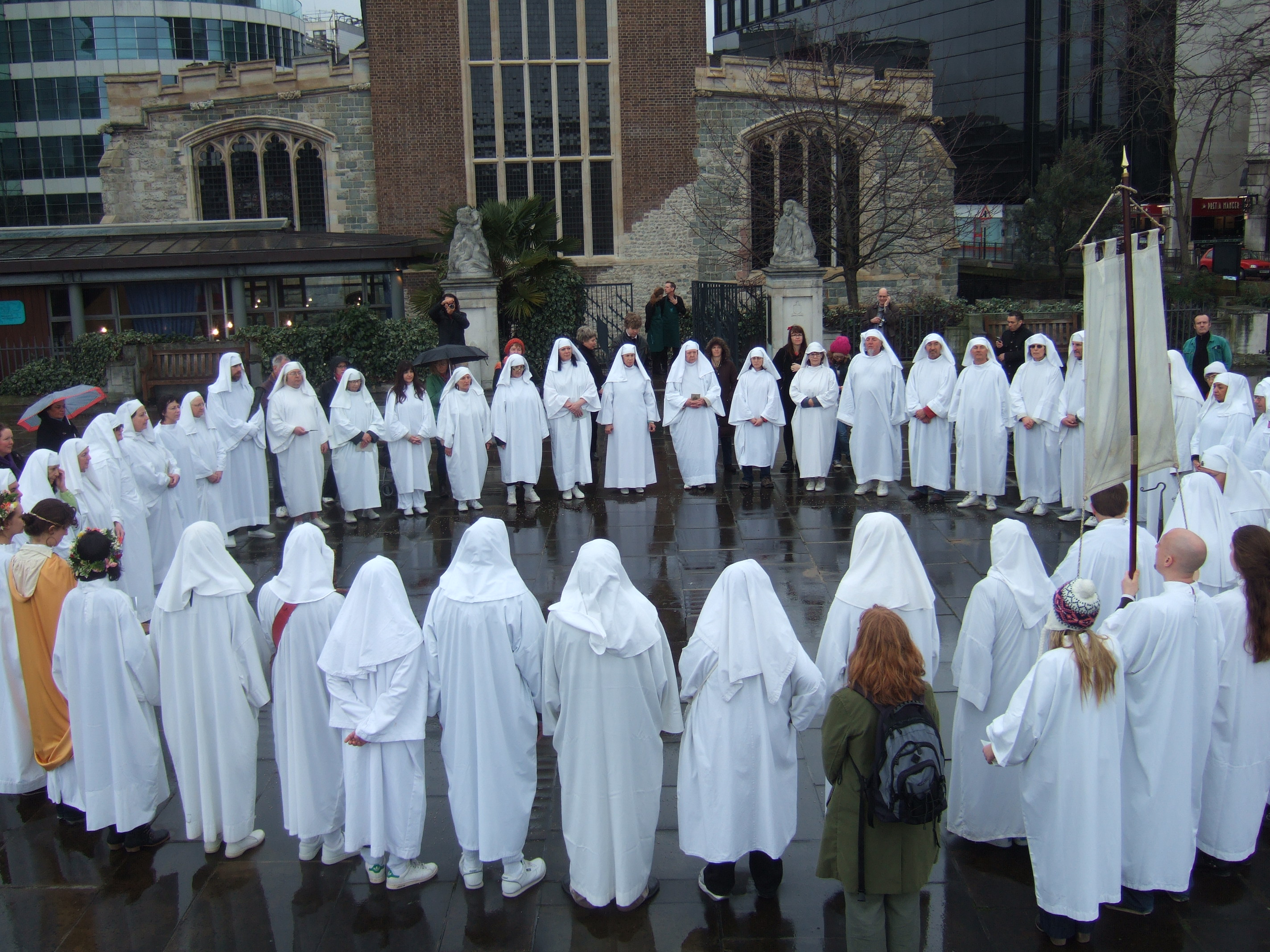
Церемония Ордена друидов в Лондоне

- Кельтское реконструированное язычество[англ.]
- Кельтский неошаманизм[англ.]
- Вера фей[англ.]
- Неодруидизм
  - Древний орден друидов[англ.]
  - Монастырский орден Аваллона[англ.]
  - Орден бардов, прорицателей и друидов[англ.]
  - Орден британских друидов[англ.]
  - Орден друидов
  - Реформированные друиды Северной Америки[англ.]
  - Светский орден друидов[англ.]
  - Сеть друидов[англ.]
  - Ár nDraíocht Féin[англ.]

### Романское неоязычество
- Новый Рим
- Румынское неоязычество

### Славянское неоязычество

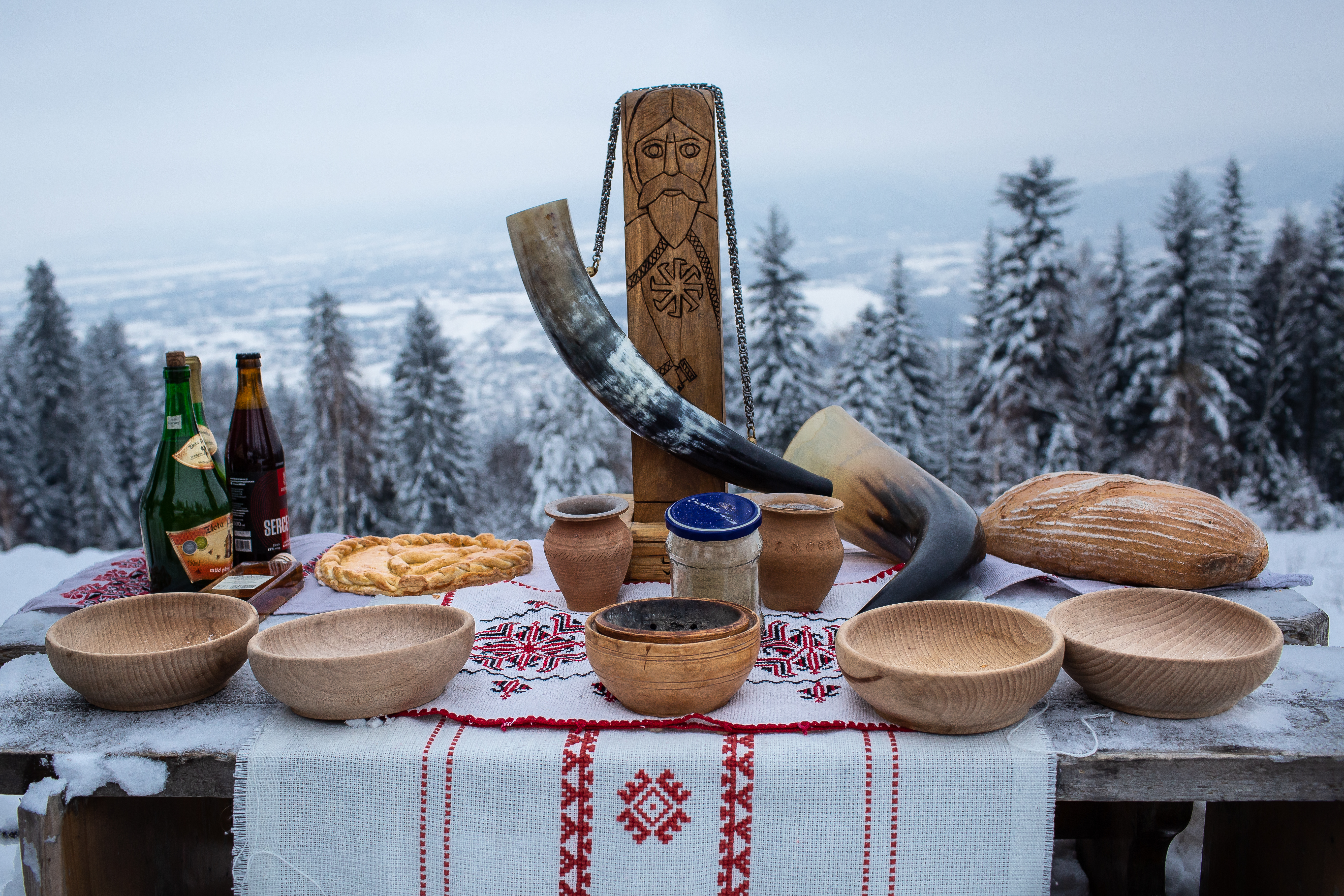
Алтарь Дажьбога, Польша

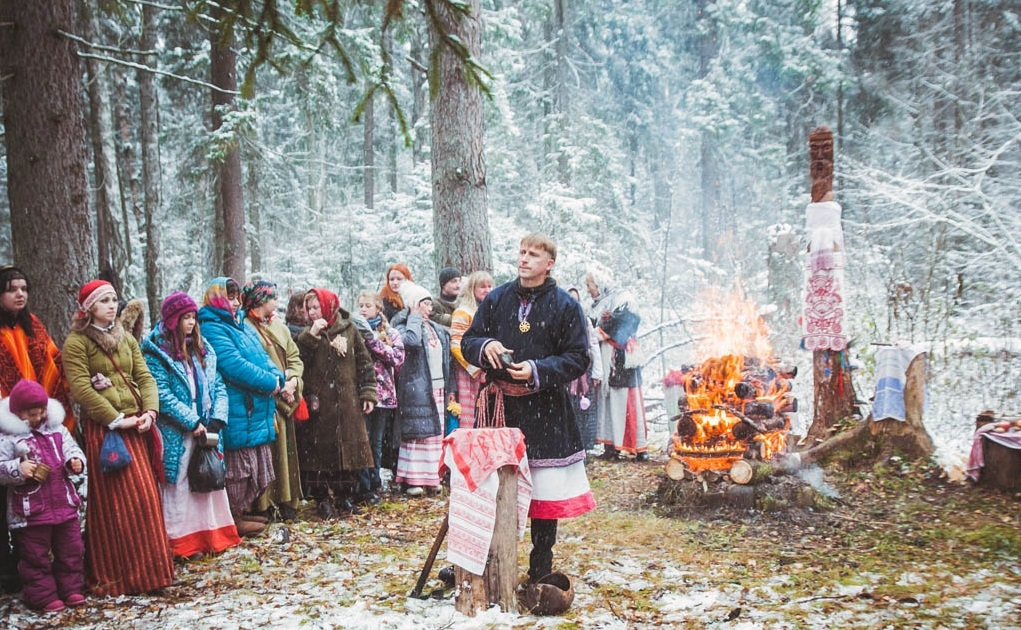
Праздник богини Мокошь последователей ССО СРВ

Славянские неоязыческие общины действуют в России, на Украине, в Польше, Беларуси, Болгарии, Боснии и Герцеговине, Северной Македонии, Сербии, Словакии, Словении, Хорватии, Чехии, Эстонии, Казахстане, англоязычных странах (Австралии, Великобритании, Канаде и США).

#### Польша
- Западнославянский религиозный союз «Славянская вера»[пол.] (пол. Zachodniosłowiański Związek Wyznaniowy „Słowiańska Wiara”)
- Родная польская церковь[пол.] (пол. Rodzimy Kościół Polski)
- Родная вера[пол.] (пол. Rodzima Wiara)
- Родноверческая конфедерация[пол.] (пол. Konfederacja Rodzimowiercza)[17][31]

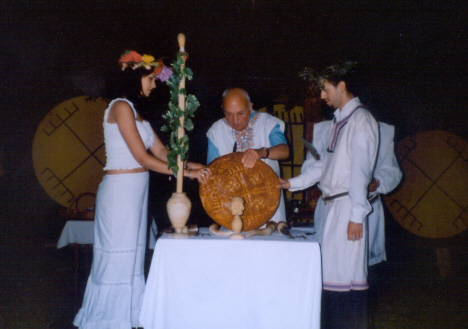
Основатель «Родной польской церкви» Л. Стефанский[пол.] проводит обряд бракосочетания
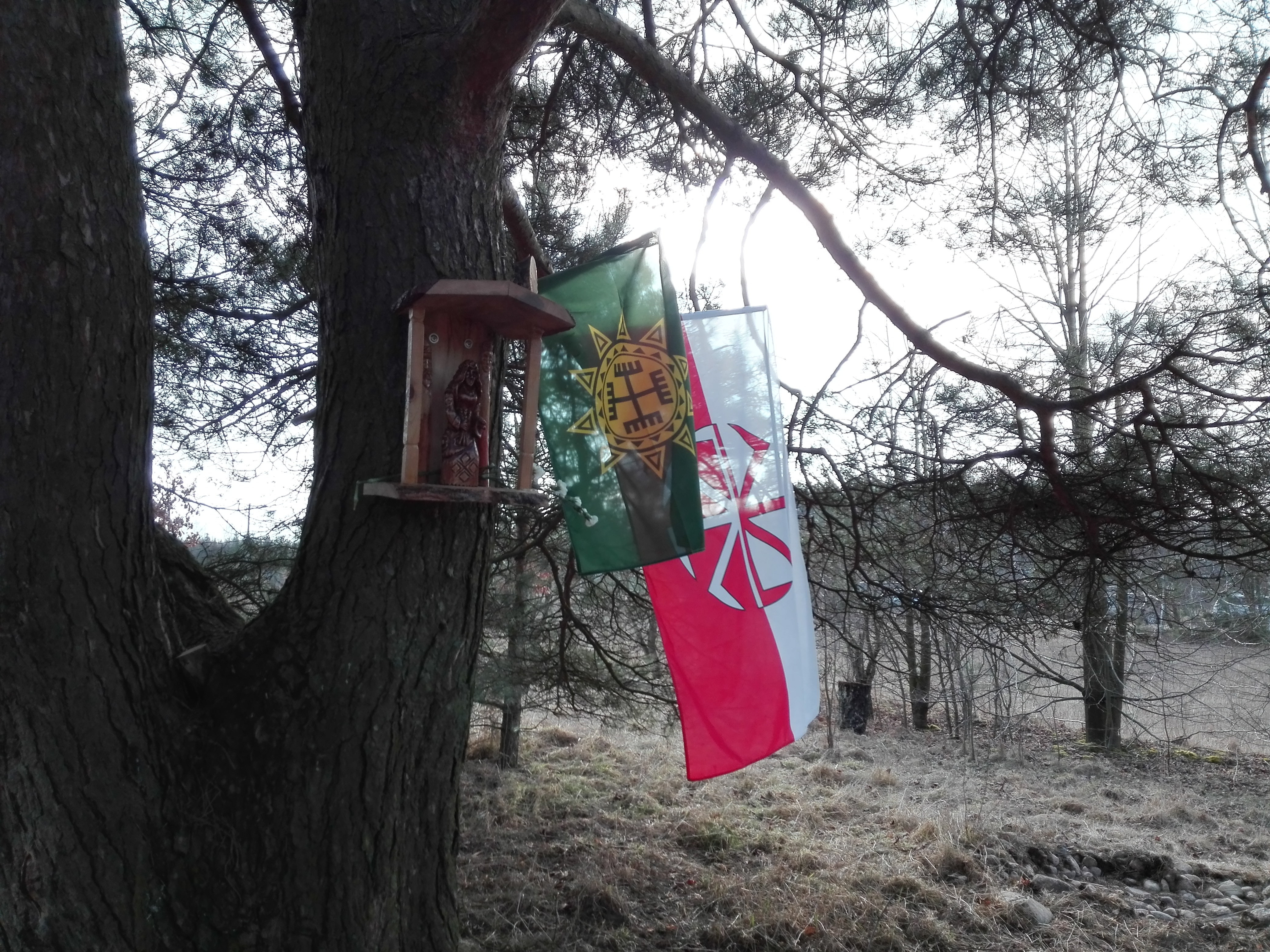
«Коловрат» на флаге Польши у святилища матери Мокоши польских родноверов

#### Украина и украинское зарубежье

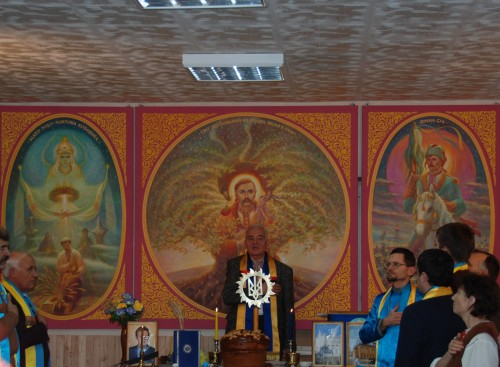
Обряд РУН-веры в киевском храме

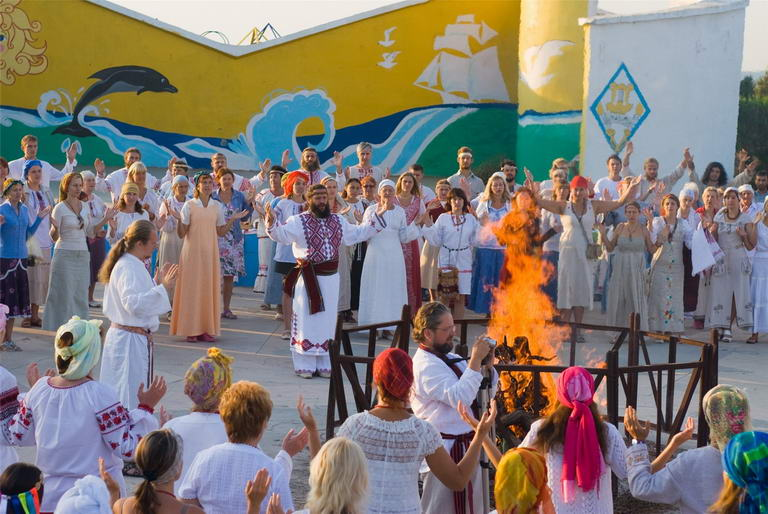
Молитва в организации «Родовой огонь родной православной веры»

В настоящее время в украинском родноверии существует несколько объединений и течений:
- РУН-вера. На Украине первая община была зарегистрирована в сентябре 1991 года. В 1992 зарегистрировано объединение «Церковь Верных Родной Украинской Вере (РУНВера)»[38] в качестве особой конгрегации[39]. Первоначально обладала наибольшей численностью[40], позднее уступила в численности объединению «Родовой огонь родной православной веры»[41]. На Украине зарегистрировано 49 общин, но часть из них не действует. РУН-вера доминирует в родноверии в украинской диаспоре США и Канады, где имеется храм Матери Украины в Спринг Глен[англ.] (Нью-Йорк, США)[42]. Различные конгрегации РУН-веры существуют в рамках украинской диаспоры в Австралии, Канаде, Великобритании и США[29].
- «Русское православное коло». Община в Запорожье. В 2000 году отделилась от РУН-веры[43].
- «Объединение родноверов Украины» (ОРУ). Лидер Галина Лозко (Зореслава). Создано в 1998 году как зонтичная организация. В 2001 году ОРУ было официально зарегистрировано как языческая религиозная организация. ОРУ включает в себя ряд местных общин и предприняло попытку установить регулярные календарные праздники. Принимало активное участие в неоязыческой межконфессиональной деятельности Европейского конгресса этнических религий[44].
- «Собор родной украинской веры». Лидер Орий (Олег) Безверхий. Регистрация в 2000 году. 12 общин.
- «Русский православный круг». Верховный волхв Святовит Пашник. Регистрация в 2007 году. 8 общин, 7 групп.
- Славянское духовное движение «Великий Огонь». Лидер Геннадий Николаевич Боценюк (Князь Огин). Действует с 1990 года в Житомире, имеет ряд общин в других регионах Украины, регистрация в 1992 году. 10 общин.
- «Родовой огонь родной православной веры» (укр. Родове вогнище рідної православної віри). Верховный волхв Владимир Куровский. Возник в 2004 году. Придерживается позиций панславизма, открыты общины также в России и Беларуси. Учение включает идею развития экстрасенсорных способностей и близко к индийскому ведизму.
- «Древнерусская инглиистическая церковь православных староверов-инглингов» (инглиизм), возникла в Омске, Россия. Действует на Украине[45], в частности, в Одессе[46]. Заметным распространителем идей инглиизма на Украине был Владимир Куровский, который способствовал созданию фильмов «Игры Богов»[45].

Направления, в настоящее время не имеющие действующих общин:
- «Ягновера» (укр. Ягновіра)[47].
- Орантийцы.

Великобритания, Канада и США
В англоязычных странах славянское неоязычество имеет сторонников преимущественно в среде украинской диаспоры.
- РУН-вера[48][29]

#### Россия и русское зарубежье
- Всероссийский религиозный союз «Русская народная вера» (И. О. Волкова — Крада Велес)[49]
- «Дом ясеня»; Фонд развития традиционной культуры (А. В. Платов — Иггволод)[50][49]
- Духовный союз «Тезаурус» (аутентизм)[англ.] (С. П. Семёнов)[51][11][1]
- Инглиизм («Древнерусская инглиистическая церковь православных староверов-инглингов», А. Ю. Хиневич — Коловрат)[52][53][11][1]
  - А. В. Трехлебов — Ведагор
- Концепция общественной безопасности «Мёртвая вода» (К. П. Петров — Мерагор)[11][39][1][8]
- «Круг языческой традиции» (КЯТ, А. Е. Наговицын — Велемудр, Н. Н. Сперанский — Велимир и др.)[54]
- «Общество Нави» (И. В. Лазаренко)[11]
- Петербургский ведизм
  - «Союз венедов» (В. Н. Безверхий — Остромысл)[55]
  - «Схорон еж словен» (В. Ю. Голяков — Богумил Второй)[56]
  - «Солнцеворот» (А. О. Талакин)[57]
- «Русская религия[англ.]» (В. М. Кандыба — пророк Канди)[58][11][1][8]
- Русское общественное движение «Возрождение. Золотой век»[англ.] (левашовцы, Н. В. Левашов)[59][39][8]
- Славяно-горицкая борьба (А. К. Белов — Селидор)[60]
  - Ассоциация бойцов славяно-горицкой борьбы[49]
- Содружество славянских родноверческих общин «Велесов круг» (ВК, И. Г. Черкасов — Велеслав, Д. А. Гасанов — Богумил Мурин и др.)[11][61]
- Содружество языческих общин Сибири «Сибирское вече»[57][62]
- «Союз славянских общин славянской родной веры» (ССО СРВ, В. С. Казаков, М. А. Ионов — Белояр и др.)[63][64]
- «Тропа Троянова» (А. А. Шевцов)[65]

Течения, имеющие элементы славянского неоязычества
- «Звенящие кедры России» (анастасийцы)[66][67][11][8]. По мнению религиоведа A. B. Гайдукова, у анастасийцев присутствуют основные категории славянского нового язычества, но анастасийцы не являются его частью[68].
- Ивановцы[источник не указан 292 дня].
- Тантра-сангха. Отмечается, что основатель российской Тантра-сангхи Шрипада Садашивачарья (С. В. Лобанов) симпатизировал сближению тантризма со славянским неоязычеством в форме «рудраистского ведизма» (Рудра=Род), и, кроме того, был постоянным участником националистических мероприятий[69]. В одной из своих публикаций он писал:

Поскольку и славянский культ Рода и Рожаниц, и тантрический культ Шивы и Шатхи, восходят к наиболее глубинному архетипу мистического и этнического самосознания индоевропейцев, то их максимальное сближение друг с другом жизненно необходимо для возрождения России.
Прибалтика
Практикующие родноверы присутствуют среди этнического русского меньшинства Литвы и Эстонии. Русские в Эстонии создали религиозную организацию «Содруга русской народной веры в Эстонии» (эст. Vene Rahvausu Kogudus Eestis), зарегистрированную в Тарту в 2010 году.

#### Беларусь

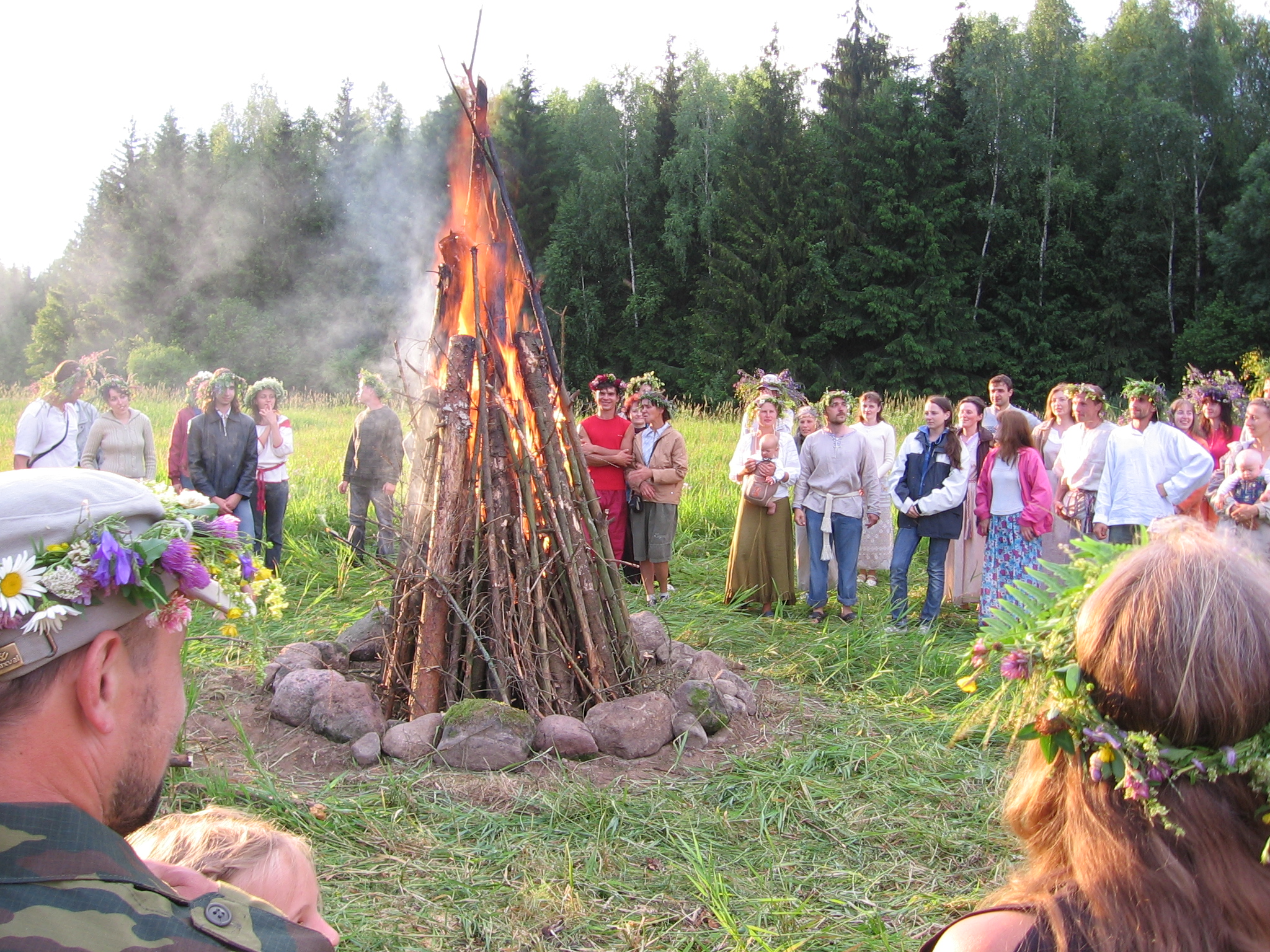
Купальский костёр белорусских родноверов

- «Radzimas», ориентируется на балтскую традицию, официально не зарегистрировано[71]
- «Наследие. Содружество родовичей», ориентируется на славянскую традицию, официально не зарегистрировано[71]
- Центр этнокосмологии «Крыўя» (бел. Цэнтр Этнакасмалогіі «Крыўя») Сергея Санько, ориентируется на идеи возрождения балто-кривичских традиций[49]
- Общество единства духовных культур «Возрождение», зарегистрированное в Минюсте Беларуси; руководитель бывший кришнаит, представитель международного общества ведической культуры, «Славянского круга», «венед» Олег Макаев[72]
- Общество возрождения культуры древних славян «Славянин» и молодёжный центр славянской культуры «РУС», зарегистрированы в качестве общественных организаций, основываются на неоязыческой идеологии, изложенной В. Разумовым в книге «Аулихастр. Неофитальная и звездная лоция или Путь разума» (Минск, 1995)[73]
- Славянское культурно-спортивное общество «Коловрат», имеющее регистрацию в официальных структурах[73]
- Синкретическая техника борьбы в рамках «Традыцыйнай беларускай барацьбы», автор Геннадий Адамович; преподаётся в Белорусском государственном педагогическом университете[74]

#### Другие страны
Болгария
- Болгарская орда 1938[75]
- болг. Общество «Дуло»[20]

Босния и Герцеговина
- Сварожий круг / Рассвет[англ.] (босн. Svaroži Krug/Praskozorje)[21]

Сербия
- Содружество родноверов Сербии «Старославцы»[серб.] (сербохорв. Удружење родноверних Србије «Старославци»)[76]

Словакия
- Дажбожьи внуки (словац. Dažbogovi vnuci)
- Свет родной веры (словац. Svätoháj Rodnej Viery)

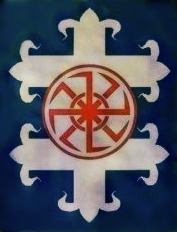
«Коловрат» на эмблеме словацкого объединения «Свет родной веры»

Словения
- Содружество «Староверцы» (словен. Združenje «Staroverci»)

Хорватия
- Объединение хорватских родноверов (хорв. Savez hrvatskih rodnovjeraca)

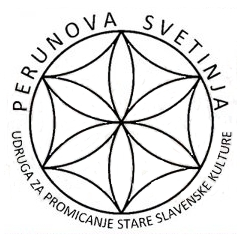
Символ хорватских родноверов «Perunova Svetinja»

Чехия
- Содружество «Родная вера» (чеш. Společenství Rodná víra)[24][77]

Австралия
- «Родноверы Южного креста» (англ. Southern Cross Rodnovery), родноверская организация для австралийцев славянской этнической идентичности. Официально зарегистрирована правительством Австралии как благотворительная организация[30].

### Тюрко-монгольское неоязычество

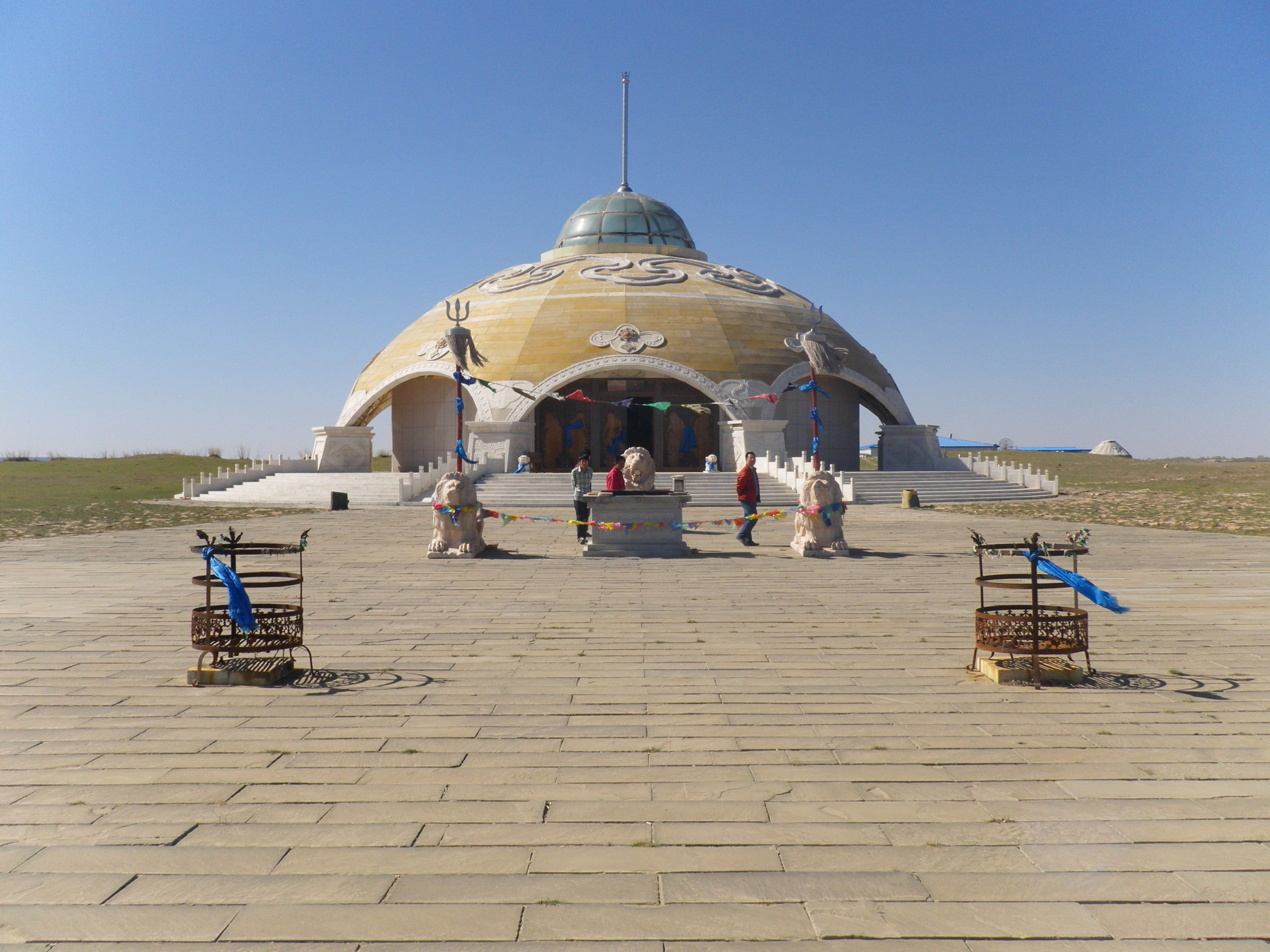
Тенгрианский храм в Ордосе (Внутренняя Монголия, Китай)

- Тенгрианство
  - Вера Айыы[англ.] (1990)[78][79]
  - Орда Тенгри[англ.] (2005)[79]
  - Международный фонд исследования Тенгри (2011)[79]
- Бурханизм (1904)[80][79]
- Ваттисен йали[англ.][81][82][нет в источнике]

### Финно-угорское неоязычество
- Марийская традиционная религия[83]
- Мокшень кой
- Таарауск (эстонское неоязычество)
- Удмурт вось[англ.][84]
- Финское неоязычество
- Эрзянская традиционная религия[85]
- Мерянское неоязычество